# 中华人民共和国政府与俄罗斯联邦政府关于中俄东西两段国界线的叙述议定书
1999年12月9日和10日，时任中共中央总书记、国家主席江泽民与时任俄罗斯联邦总统叶利钦在北京举行会晤，并签定了《中华人民共和国政府和俄罗斯联邦政府关于中俄东西两段国界线的叙述议定书》。该文件是国界勘定后形成的国界线叙述议定书。
該《議定書》以劃界條約的形式，承認了晚清時期的滿清政府與俄國簽訂的一系列中俄不平等條約，包括《中俄璦琿條約》《中俄北京條約》《中俄勘分西北界約記》等。承認了這些不平等條約所割讓的外興安嶺地區、庫頁島、唐努烏梁海、海參崴地區等多塊中俄爭議領土歸俄羅斯所有，合計達125萬餘平方公里。俄罗斯外交部新闻发言人亚科文科说：“从法律角度来讲，我们巩固了自己的边界。边界条约批准后，任何的领土要求或是围绕边界的任何争执都将不再可能发生。”